# 래브라도라이트
래브라도라이트(labradorite, (Ca, Na)(Al, Si)4O8)는 캐나다 래브라도에서 처음 발견된 칼슘이 풍부한 장석 광물이며 무지갯빛 효과를 낼 수 있다.
비중(比重)은 2.68~2.72 사이이다. 대부분의 규산염과 마찬가지로 흰색의 불규칙한 줄무늬가 있다. 굴절률은 1.559에서 1.573 사이이며 쌍정이 일반적이다.

## 같이 보기
- 청금석
- 단백석